# فيروس الإنفلونزا أ H3N8
فيروس الإنفلونزا أ H3N8 هو أحد أنماط فيروس الإنفلونزا أ و مستوطن في الطيور و الكلاب و الحصن.
يتوقع أن فيروس H3N8 سببت وباء الإنفلونزا إما عام 1889 أو 1900، و بعض المصادر تشير إلى أن وباء عام 1889 سببه الفيروس إنفلونزا الطيور. كما أن المصادر التاريخية لا تؤكد إصابة الإنسان بهذا الفيروس.
و وجدت دراسة تمت في عام 1997 أن الفيروس H3N8 سبب الإنفلونزا لأكثر من ربع البط البري.